# 포항 보경사 오층석탑
포항 보경사 오층석탑(浦項 寶鏡寺 五層石塔)은 대한민국 경상북도 포항시 북구 송라면 보경사에 있는 오층석탑이다. 1985년 10월 15일 경상북도의 유형문화재 제203호로 지정되었다.

## 개요
보경사 경내에 있는 석탑으로, 1층 기단(基壇) 위에 5층의 탑신(塔身)을 올린 모습이다.
기단의 네 면과 탑신부의 각 층 몸돌에는 기둥모양을 조각하였다. 지붕돌은 밑면에 3단의 받침을 두었고, 네 귀퉁이는 약간 들려있다. 꼭대기에는 노반(露盤:머리장식 받침)과 복발(覆鉢:엎어놓은 그릇모양의 장식)이 남아 머리장식을 하고 있다.
전체적으로 높고 날렵한 느낌을 준다. 통일신라의 석탑 양식을 따르고 있지만, 지붕돌받침이 3단으로 줄어드는 등 고려시대 석탑의 특징을 보이고 있다. 일명 ‘금당탑(金堂塔)’이라고도 부르는데,『보경사금당탑기(寶鏡寺金堂塔記)』에는, 도인(道人), 각인(覺人), 문원(文遠)이 고려 현종 14년(1023) 3월에 이 탑을 세웠다고 적고 있다.

## 현지 안내문
이 탑은 고려시대의 5층 석탑으로서 높이는 약 5m이다. 적광전 앞에 있기 때문에 금당탑으로 불린다. 보경사금당탑기에 의하면 도인, 각인, 문원 등이 고려 현종 14년(1023)에 건립하였다고 전한다.
지대석이 4개, 그 위쪽의 기단 받침이 2개로 모두 새로 보충된 것이다. 기단의 면석은 4개로 남쪽과 북쪽의 2개의 면석이 동서면석 사이에 끼어 있으며, 동서 면석은 새로 보충된 것이다.
1976년에 석탑을 보수하였는데, 보수할 당시 기단과 4·5층 몸돌, 5층 지붕돌 등이 보충되었다.

## 참고 자료
- 포항보경사오층석탑 - 국가유산청 국가유산포털